# تالار نقاشی
تالار عروس یا تالار نقاشی، اتاقی است که با آب رنگ روی گچ آن نقاشی شده که حالت وهم و خیال دارد که اثر آندرئا مانتنیا در کاخ وابسته به دوک در ایتالیا است.

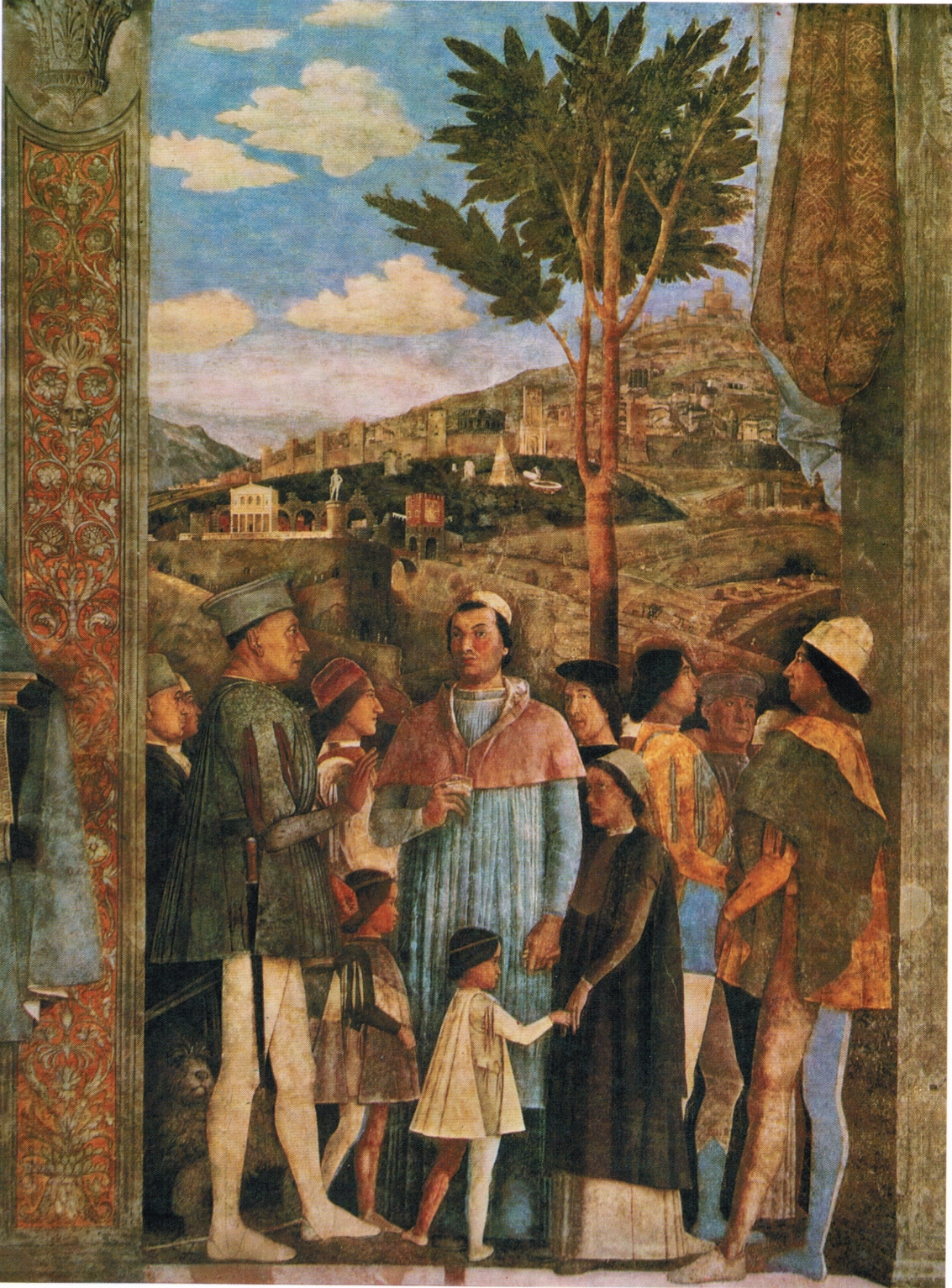

این اثر مقدمه ای بر تزئینات نقاشی روی دیوار و سقف در دورهٔ باروک است.
این اتاق بین سال‌های ۱۴۶۵ و ۱۴۷۴ به فرمان لوداویکو گونزاگا سوم ساخته شد و به خاطر جزئیات و نقاشی سقفش مشهور است. سلسله و توالی این نقاشی‌ها اخیراً کشف شده‌است: شخص نقاش از طاق بنا با رنگ‌های خشک در پشت زمینه شروع کرده به خصوص حلقه‌های گلی که آن را احاطه کرده‌است سپس به صحنهٔ بارگاه منتقل شده که یک رنگ مات خشک روغنی رمزآلود استفاده کرده. دیواره‌های شرقی و جنوبی با تکینک نقاشی آبرنگ روی گچ به همان روش قدیمی است که نشان دهندهٔ پرده‌های سنگین می‌باشد؛ و بالاخره صحنهٔ ملاقات در دیوار غربی نقاشی شده که یک بازهٔ زمانی ۱۰ ساله بر روی این قسمت از چرخه کار شده‌است.

## دیوارها
صحنهٔ بارگاه در دیوار شمالی نشان دهندهٔ لودا و کیوگونزاگا است که به‌طور رسمی لباس پوشیده‌است، همراه همسرش بارابارا، همراه با بستگانشان نشسته‌اند در حالی که گروهی از ندیم‌ها و درباری‌ها بقیهٔ دوار را پر کرده‌اند. همهٔ فیگورها اثر متقابل بر یکدیگر دارند که به حالتی وهم‌آلود در فضا پراکنده شده‌اند.
دیوار صحنهٔ نشان دهندهٔ لوداویکو در یک روای رسمی در ملاقاتی ایدئال با پسرش می‌باشد (فرانسیسکو گونروگا)
این فرمان از طریق محققان قابل توضیح نیست. شرح این کار نقاشی آبرنگ روی گچ را به عنوان پیوندی مرتبط با انتخاب کاردینال پسر لوداویکو، فرانسکو گونزاگلا که در ۱ ژانویه ۱۴۶۲ اتفاق افتاد می‌دانند. صحنهٔ بارگاه در واقع بعد از این واقعه نشان دهندهٔ خبردار شدن وی است و صحنهٔ دیدار در واقع شادمانی پدر و پسر را از این اتفاق نشان می‌دهد.
فیگور پخته و مقوم فرانسسکو با سن او در سال ۱۶۱ همخانی ندارد زیرا او تنها ۱۷ سال داشته‌است. به همین دلیل این نقاشی‌ها ممکن است بر اساس دیدارهای بعدی، شاید در اوت ۱۴۷۲ باشد زمانی که به او لقب «آندرهٔ مقدس» دادند.

## سقف‌ها
سقف بنا در واقع نشان دهندهٔ حالت توهم‌آمیزی است که انگار به یک آسمان آبی باز می‌شود به‌طور خلاصه طراحی‌ها به‌طور نامنظمی دور زده‌ها می‌چرخند. این یکی از جدیدترین نقاشی‌های سقف از نظر زمانی است.